# Dirk ter Haar (1860-1905)
Dirk ter Haar (Nijmegen, 25 oktober 1860 - Kollum, 29 juni 1905) was een Nederlandse notaris en entomoloog. Daarnaast was hij mede-oprichter van de ANWB.
In 1890 werd Ter Haar, zoon van de Nijmeegse predikant Barend ter Haar, benoemd tot notaris in Warga, vanaf 1899 oefende hij dit beroep uit in Kollum. Daarnaast was Ter Haar een enthousiast natuurliefhebber en vooral entomoloog. Hij hield hierover diverse lezingen met een sciopticon, een soort toverlantaarn. Hij verzorgde daarnaast diverse publicaties over vlinders. De sectie van de Nederlandse Entomologische Vereniging voor macrolepidoptera draagt daarom zijn naam.